# Kühsen
Kühsen település Németországban, Schleswig-Holstein tartományban. Lakosainak száma 357 fő (2023. december 31.).

## Népesség
A település népességének változása:
| Lakosok száma | 324  | 378  | 372  | 357  | 358  | 359  | 357  |
|               | 1975 | 2014 | 2017 | 2019 | 2021 | 2022 | 2023 |